# 下長苗代村
下長苗代村（しもながなわしろむら）は、かつて青森県にあった村。現在の八戸市長苗代などの一部。

## 沿革
- 1889年（明治22年）4月1日 - 町村制施行により三戸郡河原木村、石堂村、長苗代村が合併し、下長苗代村が発足。
- 1942年（昭和17年）4月1日 - 八戸市に編入され消滅。